# Milan Jovanić
Milan Jovanić (serbisch-kyrillisch Милан Јованић; * 31. Juli 1985 in Novi Sad, SFR Jugoslawien) ist ein serbischer Fußballtorhüter. 

## Karriere
Jovanić wechselte 2005 auf Empfehlung von Frank Arok vom FK Obilić zum australischen Klub Perth Glory und kam während der Premierensaison der A-League als Ersatztorhüter hinter Jason Petkovic zu einem Ligaeinsatz. Nach einer Saison kehrte der frühere U-19-Auswahlspieler nach Serbien zurück und spielte in der Folge für FK Grafičar Belgrad und den Zweitligisten FK Novi Sad. Zur Saison 2009/10 wechselte Jovanić zum Erstligaaufsteiger FK Spartak Subotica und war dort über die komplette Saison Stammtorhüter. Seine dortigen Leistungen verschafften ihm am 7. April 2010 in einem Freundschaftsspiel gegen Japan sein Debüt in der serbischen A-Nationalmannschaft. In der Sommerpause 2010 wechselte Jovanić zum polnischen Erstligisten Wisła Krakau. In der Sommerpause 2012 wurde er suspendiert und spielte nur noch für die Nachwuchsmannschaft. Anfang Dezember 2012 löste er dann seinen Vertrag bei Wisła auf. Am nächsten Tag forderte Wisła jedoch die sofortige Rückkehr binnen drei Tagen, da sie der Vertragsauflösung nicht zugestimmt hätten.

## Erfolge
- Polnischer Meister: 2011